# Dielo Truda
Dielo Truda (Causa Operária) foi um periódico criado por um grupo de veteranos anarquistas que participaram da Revolução Russa, entres eles, Nestor Makhno, Piotr Arshinov, Gregori Maximoff, Ida Mett, Nicholas Lazarévitch e outros exilados da Revolta de Kronstadt e da Revolução Ucraniana. O periódico era publicado bimensalmente e teve sua primeira edição em 1925.
No ano seguinte, publicam o manifesto que ficou conhecido como Plataforma Organizacional para uma União Geral de Anarquistas (Projeto), que defendia que os anarquistas precisavam desenvolver novas formas de mobilização em resposta às estruturas bolcheviques. O manifesto é considerado o marco inicial de uma vertente do anarquismo conhecida como plataformismo.